# La reina de las lágrimas
La reina de las lágrimas (en hangul, 눈물의 여왕; en hanja, 눈물의 女王; romanización revisada, Nunmul-ui yeowang; McCune-Reischauer, Nunmulŭi yŏwang) es una serie de televisión surcoreana escrita por Park Ji-eun, codirigida por Jang Young-woo y Kim Hee-won, y protagonizada por Kim Soo-hyun, Kim Ji-won, Park Sung-hoon, Kwak Dong-yeon y Lee Joo-bin. Se emitió por el canal tvN desde el 9 de marzo hasta el 28 de abril de 2024, los sábados y domingos a las 21:20 (hora local coreana). También está disponible en las plataformas TVING y Netflix para algunos países del mundo.

## Sinopsis
La serie cuenta una vertiginosa crisis y milagroso reinicio del amor entre Hong Hae-in, miembro de tercera generación del Grupo Queens y reina de los grandes almacenes, y Baek Hyun-woo, el hijo de una familia importante en un pequeño pueblo, Yongdoo-ri. Tres años después de su matrimonio, están en una crisis tan profunda que él piensa en pedir el divorcio.

## Reparto

### Principal
- Kim Soo-hyun como Baek Hyun-woo, el marido de Hae-in y director legal del Grupo Queens. Es un abogado graduado de una prestigiosa universidad que nació en Yongdoo-ri, una zona rural. Tres años después de convertirse en el marido de Hae-in, debe afrontar una crisis inesperada.[3]
  - Moon Seong-hyun como Hyun-woo de adolescente.[5]
  - Cho Yi-an como Hyun-woo de niño.
- Kim Ji-won como Hong Hae-in, presidenta de los grandes almacenes Queens, chaebol de tercera generación e hija de la familia propietaria del Grupo Queens.[3]
  - Hwang Ji-ah como Hae-in de adolescente.[5]
  - Min Seo-hyung como Hae-in de niña.
- Park Sung-hoon como Yoon Eun-sung / David Yoon, exanalista de Wall Street y experto en fusiones y adquisiciones. Es un inversionista famoso pero cuya vida privada está completamente envuelta en el misterio, y que regresa a Corea y comienza a entablar una relación con la familia Queens.[6][7]
  - Lee Joo-won como Eun-sung de niño.
- Kwak Dong-yeon como Hong Soo-cheol, el hermano menor de Hae-in y director ejecutivo de Queens Mart. Debido a que creció con una hermana mayor fuerte, eligió una esposa que es exactamente lo contrario.[8]
  - Kim Joon-eui como Soo-cheol de niño.
- Lee Joo-bin como Cheon Da-hye, la bella esposa de Soo-cheol, de apariencia elegante y lujosa, actitud educada y el encanto de provenir de una familia de eruditos de larga data.[9]
  - Choi Na-rin como Da-hye de niña.

### Secundario

#### Familia de Hae-in
- Kim Kap-soo como Hong Man-dae, el abuelo de Hae-in y presidente del Grupo Queens. Él es la encarnación de la codicia debido a su riqueza y sólo confía en Seul-hee en la familia.[10][11]
- Lee Mi-sook como Mo Seul-hee, la novia de Man-dae. La apodan Madre Teresa de Queens, ya que no codicia formar parte de la familia Queens ni sus riquezas y propiedades.[10][12]
- Jung Jin-young como Hong Beom-joon, el padre de Hae-in, vicepresidente del Grupo Queens, un hombre muy apegado a su hija.[10]
- Na Young-hee como Kim Sun-hwa, la madre de Hae-in, que siempre se ha preocupado más por su hijo Soo-cheol que por ella.[10]
- Kim Jung-nan como Hong Beom-ja, la tía de Hae-in, que da más miedo que un tigre. Ella piensa que el matrimonio es una locura, pero lucha contra la soledad. Ella siempre dice lo que hay que decir.[10][13]
- Koo Si-woo como Hong Geon-woo, hijo de Soo-cheol y Da-hye.
- Park Yoon-hee como Hong Beom-seok, tío de Hae-in y exdirector ejecutivo de Queens Distribution.[14]
- Ko Dong-ha como Hong Soo-wan, el difunto hermano mayor de Hae-in.[15]

#### Familia de Hyun-woo
- Jeon Bae-soo como Baek Doo-kwan, el padre de Hyun-woo, jefe de la aldea de Yongdoo-ri. Lucha por convertir su tranquila aldea en un destino turístico.[10]
- Hwang Young-hee como Jeon Bong-ae, la madre de Hyun-woo, que está a cargo de la casa y se convierte en una mujer maravillosa que hace de todo, desde las tareas del hogar hasta cuidar los arrozales y el huerto.[10]
- Kim Do-hyun como Baek Hyun-tae, el hermano mayor de Hyun-woo, que dirige un gimnasio de boxeo y vive con sus padres.[10][16]
- Jang Yoon-joo como Baek Mi-sun, la hermana mayor de Hyun-woo, que dirige un salón de belleza y vive con sus padres.[10][17]
- Kim Dong-ha como Baek Ho-yeol, el hijo de Hyun-tae.

#### Gente de Yongdoo-ri
- Kim Young-min como Kim Young-song, una persona como el Oh Eun-young de Yongdoo-ri.
- Park Jung-pyo como Park Choon-shik, el marido de Kang Mi. Afirma ser la mano derecha política de Doo-kwan.
- Shim Woo-sung como Park Seok-hoon, presidente de la Asociación Juvenil de Yongdoo-ri y rival de Doo-kwan.
- Park Sung-yeon como Kang Mi, clienta habitual del salón de belleza de Mi-sun y esposa de Choon-shik.
- Lee Soo-ji como Bang Shil, clienta habitual del salón de belleza de Mi-sun.
- Lee Ji-hye como Hyun Jung, clienta habitual del salón de belleza de Mi-sun.

#### Otros
- Kim Joo-ryoung como Grace Ko / Ko Jung-ja, asistente personal y mayordomo secreto que está a cargo de los asuntos de una familia de clase alta.[18]
- Yoon Bo-mi como Na Chae-yeon, la secretaria de Hae-in.[19][20]
- Moon Tae-yoo como Kim Yang-ki, el único amigo en el que puede confiar Hyun-woo, es un abogado talentoso reconocido por todos.[21]
- Jung Ji-hwan como Kim Min-kyoo, el secretario de Hyun-woo.
- Kwak Jin-seok como Pyun Sung-wook, el director ejecutivo de una agencia inmobiliaria que urde una estafa junto con Eun-sung.[22]

### Apariciones especiales
- Oh Jung-se como Lee Min-woo, un psiquíatra (ep. 1).[23]
- Im Chul-soo como un investigador privado que sigue a Hyun-woo (ep. 1-2, 4 y 7).
- Ko Kyoo-pil como un investigador privado que sigue a Hyun-woo (ep. 1-2, 4 y 7).
- Huh Tae-hee como el yerno de Queens (ep. 1).
- Seo Ye-hwa como Kim Ye-na, directora ejecutiva de los grandes almacenes Royal (ep. 2).
- Sebastian Roché como el doctor Liam Braun, el director médico de la clínica alemana a la que acude Hae-in.[24][25]
- Dieter Hallervorden como un guarda en la parque de Sanssouci.[26]
- Song Joong-ki como Vincenzo Cassano, el abogado de Hae-in (ep. 8).[27][28][29]
- Kim Shin-rok como la mujer de Hyun-tae (ep. 12-13).[30]
- Hong Jin-kyung como una investigadora privada, propietaria de la agencia de detectives Hong Gil-dong, contratada por Beom-jun para seguir a Hae-in en Alemania. (ep. 15-16).[31]
- Cho Se-ho como Cho Joo-ro, empleado de la agencia de detectives Hong Gil-dong (ep. 15-16).[31]
- Nam Chang-hee, empleado de la agencia de detectives Hong Gil-dong (ep. 15-16).[31]
- Lee Hang-na (ep. 16).

## Producción
La serie fue planeada y producida por Studio Dragon y Culture Depot, con un presupuesto de 40 000 millones de wones; la producción se anunció en un comunicado del 5 de diciembre de 2022, ya con los nombres de los dos protagonistas Kim Soo-hyun y Kim Ji-won; se preveía entonces que el rodaje se realizara en el primer semestre de 2023 y el estreno quedara para el segundo del mismo año. Sin embargo, aunque la lectura del guion por el reparto tuvo lugar el 30 de marzo, el rodaje se prolongó, de modo que la serie desapareció de la programación del año y se aplazó su emisión a marzo de 2024, a continuación de Cautivar a un rey. El rodaje se había completado muy poco antes, el 27 de febrero.
El guion está firmado por Park Ji-eun, autora también de éxitos como My Love from The Star, La leyenda del mar azul y Aterrizaje de emergencia en tu corazón. El director Kim Hee-won fue asimismo quien dirigió Las hermanas en 2022. Por lo que respecta a los actores, en la primavera de 2022 la guionista Park Ji-eun ofreció un papel a IU, pero esta declinó participar en la serie. El 7 de abril, en cambio, fue anunciada la elección de Kim Soo-hyun como protagonista masculino; pero aún en noviembre un portavoz de la agencia de Kim, Gold Medalist, declaró que el actor estaba considerando su participación. También en noviembre se supo que Kim Ji-won había sido elegida para el papel principal y que estaba evaluando la oferta. El 5 de diciembre llegó la confirmación por parte de ambos. El resto de reparto se reveló entre enero y febrero de 2024.

### Promoción
El 6 de febrero de 2024 tvN lanzó un avance de la serie a través de su canal oficial. Tres días después se publicaron dos carteles de personajes con los dos protagonistas, que aparecieron juntos en un nuevo cartel difundido el 28 del mismo mes. El 11 de febrero se distribuyeron imágenes de los actores durante la lectura del guion. El 23 se publicaron dos carteles que mostraban a las dos familias de los dos personajes principales en el momento de la comida, marcando el contraste entre la extrema formalidad de una y el aire informal de la otra. El 1 de marzo se distribuyó un «cartel de crisis» que ilustra el motivo central de la trama, y un nuevo avance.

## Banda sonora original
El 30 de abril de 2024 se lanzó el disco doble con la banda sonora original de la serie, que comprende todos los temas publicados como sencillos a lo largo de la emisión de aquella, junto con cuarenta pistas de fondos musicales, y la versión completa de la canción de apertura In a Beautiful Way de Kim Kyung-hee. A continuación la lista de sencillos:
| Parte    | Fecha de publicación | Título | Letra | Música | Artista | Dur. | Ref. |
| -------- | --- | --- | --- | --- | --- | --- | --- |
| 1        | 9 de marzo de 2024 | 자꾸만 웃게 돼 («Me sigue haciendo reír») | Nam Hye-seung, Kim Kyung-hee | Nam Hye-seung, Kim Kyung-hee | BSS | 3:34 | [ 48 ] |
| 2        | 16 de marzo de 2024 | 고장난걸까 («Dime que no es un sueño») | Nam Hye-seung, Kim Kyung-hee | Nam Hye-seung, Kim Kyung-hee | 10cm | 3:56 | [ 49 ] |
| 3        | 17 de marzo de 2024 | 멈춰줘 («Hold Me Back») | Nam Hye-seung, Park Jin-ho | Nam Hye-seung, Park Jin-ho | Heize | 3:52 | [ 50 ] |
| 4        | 24 de marzo de 2024 | 미안해 미워해 사랑해 («Lo siento, te odio, te amo») | Nam Hye-seung, Kim Kyung-hee | Nam Hye-seung, Kim Kyung-hee | Crush | 4:04 | [ 51 ] |
| 5        | 30 de marzo de 2024 | «Fallin» | Nam Hye-seung, Park Jin-ho | Nam Hye-seung, Park Jin-ho | Isaac Hong | 4:16 | [ 52 ] |
| 6        | 6 de abril de 2024 | 좋아해요 («Me gustas») | Nam Hye-seung, Park Jin-ho | Nam Hye-seung, Park Jin-ho | Paul Kim | 4:05 | [ 53 ] |
| 7        | 7 de abril de 2024 | 일기 («Diario») | Nam Hye-seung, Kim Kyung-hee | Nam Hye-seung, Kim Kyung-hee | Kim Na-young | 3:58 | [ 54 ] |
| 8        | 13 de abril de 2024 | «Last Chance» | Nam Hye-seung, Park Jin-ho | Nam Hye-seung, Park Jin-ho | So Soo-bin | 4:08 | [ 55 ] |
| 9        | 14 de abril de 2024 | «Promise» | Nam Hye-seung, Park Jin-ho | Nam Hye-seung, Park Jin-ho | Choi Yu-ree | 3:56 | [ 56 ] |
| 10       | 21 de abril de 2024 | 떨림 («Temblor») | Nam Hye-seung, Park Jin-ho | Nam Hye-seung, Park Jin-ho | Dori | 3:40 | [ 57 ] |
| 11       | 27 de abril de 2024 | 더 바랄게 없죠 («No quiero nada mas») | Nam Hye-seung, Park Jin-ho | Nam Hye-seung, Park Jin-ho | Kim Tae-rae (Zerobaseone) | 4:13 | [ 58 ] |
| Especial | 29 de abril de 2024 | 청혼 («Propuesta de matrimonio») | Nam Hye-seung, Park Jin-ho | Nam Hye-seung, Park Jin-ho | Kim Soo-hyun | 3:39 | [ 59 ] |
| Notas    | Todas las canciones de la banda sonora tienen una versión instrumental de igual duración. El segundo sencillo se publicó también con una versión adicional en inglés. | Todas las canciones de la banda sonora tienen una versión instrumental de igual duración. El segundo sencillo se publicó también con una versión adicional en inglés. | Todas las canciones de la banda sonora tienen una versión instrumental de igual duración. El segundo sencillo se publicó también con una versión adicional en inglés. | Todas las canciones de la banda sonora tienen una versión instrumental de igual duración. El segundo sencillo se publicó también con una versión adicional en inglés. | Todas las canciones de la banda sonora tienen una versión instrumental de igual duración. El segundo sencillo se publicó también con una versión adicional en inglés. | Todas las canciones de la banda sonora tienen una versión instrumental de igual duración. El segundo sencillo se publicó también con una versión adicional en inglés. | Todas las canciones de la banda sonora tienen una versión instrumental de igual duración. El segundo sencillo se publicó también con una versión adicional en inglés. |

## Audiencia
La reina de las lágrimas obtuvo un éxito casi inmediato; registró un 13 % de audiencia nacional después de solo cuatro episodios, fue la serie más vista en plataformas ya en sus dos primeras semanas, y en cuanto a la difusión internacional saltó del séptimo lugar en la primera semana al tercero en la segunda, en la lista de las diez producciones más vistas en Netflix de habla no inglesa. Una semana más tarde, el sexto episodio alcanzó un promedio del 14,1 % nacional, con un pico del 15,1 %, superando no solo sus anteriores registros tanto nacional como del área metropolitana de Seúl, sino también ocupando el primer lugar en su franja horaria de todos los canales de televisión.
En la semana del 25 al 31 de marzo ocupó la primera posición en la lista mundial de programas en lengua no inglesa de Netflix. En esa última fecha había acumulado 93,8 millones de horas de visualización. En ámbito nacional, el episodio octavo, emitido el 31 de marzo, registró un promedio del 17,9 %, con un máximo del 20,2 % en el área metropolitana de Seúl, y un 16,2 % de promedio nacional, siendo el primer programa en audiencia en su franja horaria de todos los canales, tanto de pago como en abierto.

El episodio final, emitido el 28 de abril, registró un promedio del 28,4 % y un pico del 31 % en el área metropolitana de Seúl, y del 24,9 % y el 27,3 % respectivamente a nivel nacional. Con estas cifras, se situó como la serie de mayor audiencia en la historia del canal tvN, superando a Aterrizaje de emergencia en tu corazón. Las dos series son de la misma guionista, Park Ji-eun.
| Temporada | Temporada | Episodio número | Episodio número | Episodio número | Episodio número | Episodio número | Episodio número | Episodio número | Episodio número | Episodio número | Episodio número | Episodio número | Episodio número | Episodio número | Episodio número | Episodio número | Episodio número | Promedio |
| Temporada | Temporada | 1               | 2               | 3               | 4               | 5               | 6               | 7               | 8               | 9               | 10              | 11              | 12              | 13              | 14              | 15              | 16              | Promedio |
| --------- | --------- | --------------- | --------------- | --------------- | --------------- | --------------- | --------------- | --------------- | --------------- | --------------- | --------------- | --------------- | --------------- | --------------- | --------------- | --------------- | --------------- | -------- |
|           | 1         | 1.519           | 2.064           | 2.384           | 3.126           | 2.826           | 3.561           | 3.276           | 4.044           | 4.130           | 4.741           | 4.510           | 5.227           | 5.217           | 5.466           | 5.189           | 6.399           | 3.980    |

| Episodio | Fecha de emisión    | Índices de audiencia (Nielsen Korea) | Índices de audiencia (Nielsen Korea) |
| Episodio | Fecha de emisión    | Nacional                             | Seúl                                 |
| --- | ------------------- | ------------------------------------ | ------------------------------------ |
| 1 | 9 de marzo de 2024  | 5,853 % (1.ª)                        | 6,495 % (1.ª)                        |
| 2 | 10 de marzo de 2024 | 8,660 % (1.ª)                        | 9,822 % (1.ª)                        |
| 3 | 16 de marzo de 2024 | 9,594 % (1.ª)                        | 11,125 % (1.ª)                       |
| 4 | 17 de marzo de 2024 | 12,985 % (1.ª)                       | 13,857 % (1.ª)                       |
| 5 | 23 de marzo de 2024 | 10,964 % (1.ª)                       | 12,197 % (1.ª)                       |
| 6 | 24 de marzo de 2024 | 14,068 % (1.ª)                       | 15,225 % (1.ª)                       |
| 7 | 30 de marzo de 2024 | 12,833 % (1.ª)                       | 14,048 % (1.ª)                       |
| 8 | 31 de marzo de 2024 | 16,143 % (1.ª)                       | 17,886 % (1.ª)                       |
| 9 | 6 de abril de 2024  | 15,570 % (1.ª)                       | 17,236 % (1.ª)                       |
| 10 | 7 de abril de 2024  | 18,952 % (1.ª)                       | 20,926 % (1.ª)                       |
| 11 | 13 de abril de 2024 | 16,767 % (1.ª)                       | 18,509 % (1.ª)                       |
| 12 | 14 de abril de 2024 | 20,732 % (1.ª)                       | 23,242 % (1.ª)                       |
| 13 | 20 de abril de 2024 | 20,179 % (1.ª)                       | 22,257 % (1.ª)                       |
| 14 | 21 de abril de 2024 | 21,625 % (1.ª)                       | 23,925 % (1.ª)                       |
| 15 | 27 de abril de 2024 | 21,056 % (1.ª)                       | 23,920 % (1.ª)                       |
| 16 | 28 de abril de 2024 | 24,850 % (1.ª)                       | 28,381 % (v)                         |
| Promedio | Promedio            | 15,671 %                             | 17,441 %                             |
| - En la tabla superior, los números azules representan las calificaciones más bajas y los números rojos representan las más altas. - Esta serie se transmite en un canal de cable/televisión de pago, que normalmente tiene una audiencia menor respecto a las emisoras de televisión públicas/gratuitas (KBS, SBS, MBC y EBS). |                     |                                      |                                      |

## Recepción
En una encuesta realizada entre el 19 y el 21 de marzo por Gallup Korea por todo el país sobre el programa preferido del momento (no solo series dramáticas sino toda clase de programas, e incluyendo las plataformas de contenidos audiovisuales), La reina de las lágrimas resultó en primera posición con el 4,2 % de preferencias. Aunque no es un dato alto, debe tenerse en cuenta que la serie llevaba solo dos semanas en antena.
El 24 de marzo se produjo una incidencia que algunos observadores temieron que pudiese tener repercusiones en la acogida de la serie. La actriz Kim Sae-ron publicó una foto en su cuenta oficial en la que aparecía junto con Kim Soo-hyun. Aunque la retiró tres minutos después, fue suficiente para que muchos internautas especularan sobre la relación entre ambos, que ya en el pasado se habían visto envueltos en rumores de citas. Sin embargo, al parecer la fotografía no era reciente sino que databa de la época en que ambos compartían agencia, Gold Medalist, la cual se apresuró por su parte a desmentir que tuvieran ninguna relación sentimental. Los datos de audiencia posteriores no parecen mostrar una flexión debido a este hecho, pues aumentaron en el episodio sucesivo a estos hechos. La actriz, a la que Gold Medalist no renovó el contrato en diciembre de 2022 tras el escándalo que protagonizó por conducir en estado de ebriedad, no dio explicaciones sobre su decisión de publicar y retirar después la foto.
Algunas localizaciones de la serie merecieron la atención de los espectadores. Es el caso de una sucursal de la cadena de cafeterías MegaMGC situada en Seokchon Lake Intersection, que aparece en el episodio 5 en una escena retrospectiva entre Baek Mi-sun y Hae-in y que desde entonces ha tenido un aumento de la clientela.
Algunos medios de comunicación señalaron fallas y descuidos en la trama; por ejemplo, se consideraba improbable y poco realista el giro de acontecimientos por los cuales el personaje de Mo Seul-hee se hace con el control del grupo Queens. Y en general la forma en que se presenta a la familia chaebol no parece la adecuada: la debilidad que muestra al perder los derechos de gestión está lejos de la realidad.

### Crítica
Al comentar los primeros ocho capítulos de la serie, Geoffrey Bunting (Time) escribe que «es una versión fresca y transformadora de lo que esperamos de los K-dramas, pero sigue siendo un K-romance. Lo que comienza como un intento de liberarse de su matrimonio lenta e inevitablemente hace que Hyun-woo redescubra por qué se enamoró de Hae-in. Es predecible, a veces feo, pero sorprendentemente humano». Añade sin embargo que, «en su camino hacia la perfección del K-drama», tropieza con algunos clichés y errores, como el de convertir en una caricatura al personaje de Yoon Eun-sung, obligado a ser tan malvado que hace bueno al a menudo reprensible Hyun-woo. La historia de los dos protagonistas no hubiera necesitado un villano ni un triángulo amoroso, pero «estos tropos usados en exceso son un pequeño precio a pagar por el drama humanista y transformador que se desarrolla en torno a Hyun-woo y Hae-in».
Para Eo Hwan-hee (The JoongAng) el guion de la serie toma algunos clichés narrativos para darles la vuelta o usarlos de forma novedosa. Así, la trama central es la típica historia de Cenicienta, con los papeles masculino y femenino invertidos. Cita al crítico Jeong Deok-hyeon: «La historia de Cenicienta se cambió a una versión masculina para tratar sobre el marido que vive una vida difícil e infeliz con su esposa, y el código del tiempo limitado también se utilizó como una oportunidad para crear nuevos cambios entre la pareja en lugar de crear la atmósfera oscura». Cocluye Eo escribiendo que «aunque se acerca al público como un drama alegre retorciendo clichés o insertando elementos cómicos, el pesado mensaje que contiene sirve como fuerza para seguir viendo la obra».
Jang Woo-young (OSEN) elogia la «química como pareja [...] impecable» de los dos protagonistas, la producción que sabe ilustrar y acompañar las emociones de los personajes, y la trama de relaciones entre ellos. Escribe además que la razón que explica el éxito de audiencia de la serie es la combinación de «las apasionadas actuaciones de los actores que duplican el encanto del personaje, el desarrollo vertiginoso y la sofisticada dirección y belleza visual».

## Premios y nominaciones
| Año  | Premios              | Categoría               | Candidato    | Resultado | Ref.   |
| ---- | -------------------- | ----------------------- | ------------ | --------- | ------ |
| 2024 | Baeksang Arts Awards | Mejor actor             | Kim Soo-hyun | Pendiente | [ 74 ] |
| 2024 | Baeksang Arts Awards | Premio a la popularidad | Kim Soo-hyun | Pendiente | [ 75 ] |